# Gruppo 7
Le « Gruppo 7 » ((it) Gruppo Sette) est un mouvement architectural italien formé en 1926 et officialisé en 1930 sous l'acronyme « M.I.A.R. » ((it) Movimento Italiano per l'Architettura Razionale).

## Histoire
Le Gruppo 7 - MIAR a été créé par sept architectes, à savoir Ubaldo Castagnoli, Luigi Figini, Guido Frette, Sebastiano Larco, Gino Pollini, Carlo Enrico Rava (it), Giuseppe Terragni.  Puis Adalberto Libera rejoint le groupe à la place de Ubaldo Castagnoli.

Le MIAR avait pour vocation de suivre les principes du Mouvement moderne en remplacement du langage classique architectural en suivant une logique rationnelle. L'Architecture futuriste est une « architecture du mouvement » évoqué par la forme donnée au bâtiment, elle a une très forte valorisation du « dynamisme » pour lui-même. Cette architecture est présente en Italie avant la première guerre mondiale.

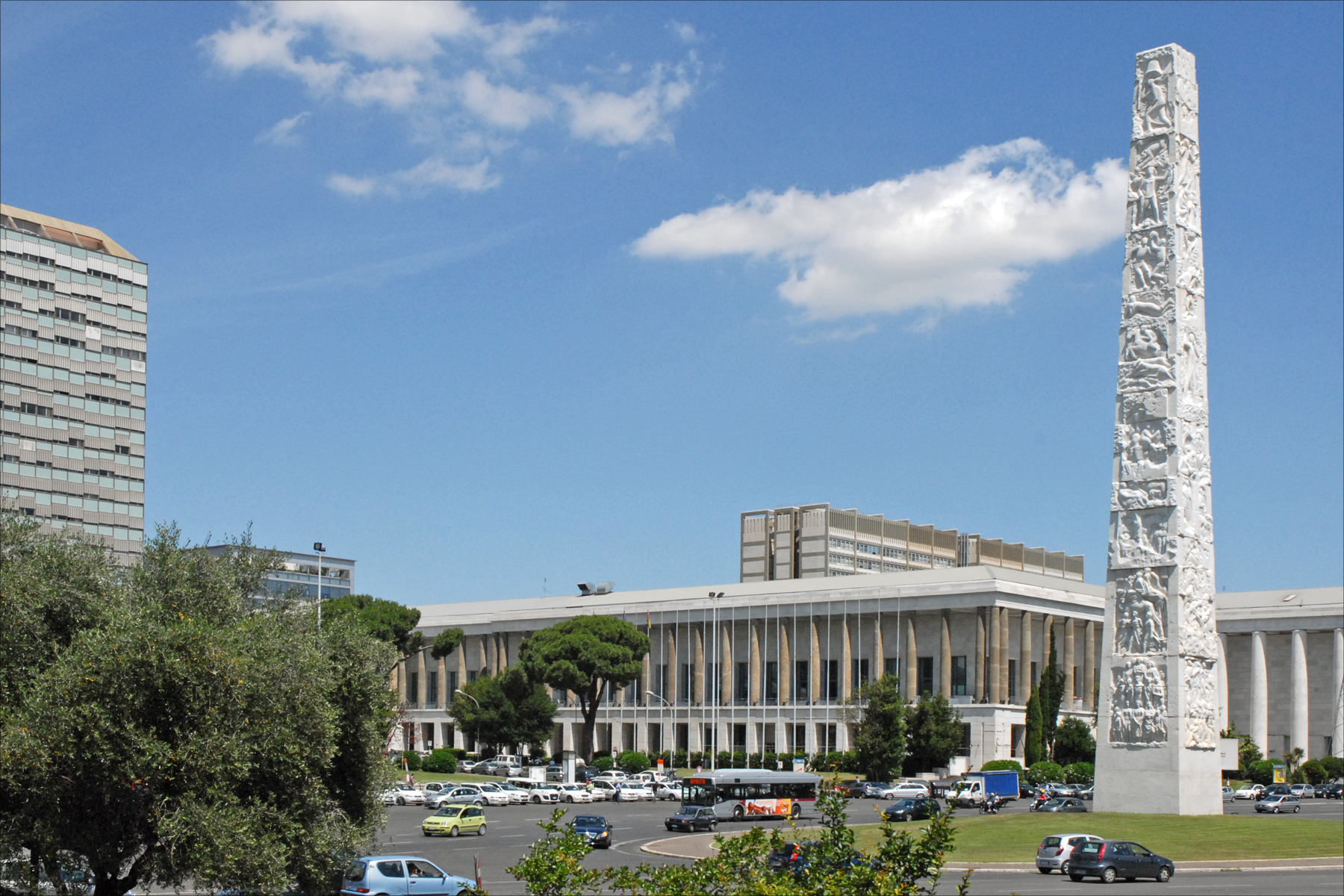
Piazza Guglielmo Marconi de l'exposition universelle de Rome

Le MIAR fournit en Italie l'architecture officielle  entre les deux guerres mondiales, celle de l'efficacité retrouvée par la modernisation, celle voulue par l’État italien fasciste en 1922. 
Il a pris aussi en fait ses distances avec le Futurisme intéressant certains de ses membres.
L'architecture du MIAR s'applique à la structure aménageant le territoire (gares, postes, etc.), à la nouvelle vision du regroupement social (colonies de vacances, maisons du fascisme, etc.), et à l'apparat voulu dans l'efficacité (l'Exposition universelle de Rome de 1942 devait en être la vitrine). Elle est dans l'immédiate avant-deuxième guerre mondiale de l'architecture ostentatoire (grands volumes de salles, perrons à marches de halls, colonnes, arcatures en frise, marbre etc.) tirant parti des éléments impériaux historiques redevenus actuels dans l'esprit de l'époque (continuation de l'Empire romain).
Le MIAR de 1930 a été élargi à une structure répartie sur tout le territoire italien. Il regroupait une cinquantaine d'architectes. Le consensus architectural disparaît en quelques années. Le MIAR est officiellement dissout fin 1932.